# Хаусвальд, Эдвин
Эдвин Хаусвальд (пол. Hauswald Edwin) — польский инженер-механик, автор проекта нового электрического трамвая, классик науки организации и управления, который в 1912–1913 годах занимал должность ректора Львовской политехники, на то время Высшей политехнической школы.

## Биография
Родился 3 сентября 1868 года во Львове в семье банковского служащего.

Учился на отделении машиностроения во львовской политехнике. После получения диплома инженера-механика продолжил обучение в Берлине и Цюрихе. Работал конструктором в фирме «Сименс и Halske» в Вене, в 1893 году проектировал и трассировал линию электрического трамвая во Львове. Работал на фабрике аккумуляторов в Франкфурте-на-Майне.

Учился на отделении машиностроения во львовской политехнике. После получения диплома инженера-механика продолжил обучение в Берлине и Цюрихе. Работал конструктором в фирме «Сименс и Halske» в Вене, в 1893 году проектировал и трассировал линию электрического трамвая во Львове. Работал на фабрике аккумуляторов в Франкфурте-на-Майне.

В "1912-1913" годах был избран ректором Львовской политехники. Несмотря на то, что в основном он преподавал технические предметы, одним из первых в Европе ввел в Политехе лекции по предмету «Организация и управления предприятиями», который был введен в программу обучения. Занимая высокие должности, он занялся реорганизацией Политехники, сосредоточившись на ее основной целью, которой было создание профиля выпускника, который был бы не только теоретиком, но и практиком, который владеет неким общим образованием, и особенно багажом юридических и экономических знаний.

Профессор Хаусвальд принимал активное участие в научной и общественной жизни города Львова.
В 1939 году получил звание почетного профессора. В научном наследии Эдвина Хаусвальда более 100 трудов. Награжден польскими наградами.
Умер 8 марта 1942 года во Львове.
Похоронен на Лычаковском кладбище.

## Основные публикации
- Elektrische Bahnen mit Akkumulatorenbetrieb /1898/;
- Organizacja i zarząd przedsiębiorstw /1904/;
- Przestrzenne diagramy momentów w wałach korbowych /1918/;
- Teoria działalności połączeń nitowanych /1926/;
- Naukowa organizacja systemów Taylora /1926/;
- Akord czasowy i systemu premiowe /1926/;
- Przemysł /1926/;
- Kinetyka kosztów produkcji /1929/;
- Organizacja i zarząd /1935/;